# Верхние Мандроги
Ве́рхние Ма́ндроги — упразднённая деревня в Подпорожском городском поселении Подпорожского района Ленинградской области. Представляет собой туристический центр, обслуживающий круизные речные теплоходы.

## История
Деревня Верхние Мандроги упоминается на карте Ф. Ф. Шуберта 1844 года.

ВЕРХНИЕ МАНДРОГИ — деревня при реке Свири, число дворов — 18, число жителей: 47 м. п., 49 ж. п.; Часовня православная. (1873 год)

ВЕРХНИЕ-МАНДРОГИ — деревня Тереховского сельского общества при реке Свири, население крестьянское: домов — 21, семей — 21, мужчин — 70, женщин — 71; лошадей — 33, коров — 46, прочего — 89. (1905 год)

В конце XIX — начале XX века деревня административно относилась к Подпорожской волости 1-го стана Лодейнопольского уезда Олонецкой губернии.
С 1917 по 1922 год деревня входила в состав Тереховского сельсовета Подпорожской волости Лодейнопольского уезда Олонецкой губернии.
С 1922 года в составе Ленинградской губернии.
С 1924 года в составе Мандрогского сельсовета Луначарской волости.
С 1927 года в составе Лодейнопольского района.
Согласно карте Ленинградской области Северо-западного аэрогеодезического треста ГГУ издания 1932 года деревня насчитывала 17 крестьянских дворов.

Деревня Верхние Мандроги на карте 1932 года

По административным данным 1933 года деревня называлась Верхне-Мандроги и входила в состав Мандрогского сельсовета Лодейнопольского района.
В 1939 году население деревни составляло 439 человек.
C 1 сентября 1941 года по 31 мая 1944 года находилась в финской оккупации, была полностью разрушена в ходе боевых действий, после войны не восстанавливалась.
В 1996 году на месте, где до войны была деревня, началось строительство туристического центра, который в наши дни обслуживает круизные речные теплоходы.
Деревне вновь присвоено название 21 декабря 1999 года.
В августе 2001 и 2004 годов деревню посетил президент Российской Федерации В. В. Путин.
В 2002 году в деревне Верхние Мандроги Важинского поссовета проживали 403 человека (русские — 96 %).
По данным 2007 года в деревне не было постоянного населения.
25 декабря 2019 года ЗАКСом Ленинградской области деревня была упразднена.

## География
Находится в северо-западной части района на левом берегу реки Свирь, ниже города Подпорожье.
Расстояние до административного центра поселения — 27 км.

## Демография
| 2007 | 2010 | 2017 |
| ---- | ---- | ---- |
| 0    | ↗24  | ↗38  |

## Достопримечательности
- Церковь Елисея пророка из Сидозера (Яковлевского), 1899 года постройки, деревянная, перенесена из обезлюдевшего села Сидозеро, собрана на новом месте в 2018 году, архитектор Ф. С. Харламов[16].

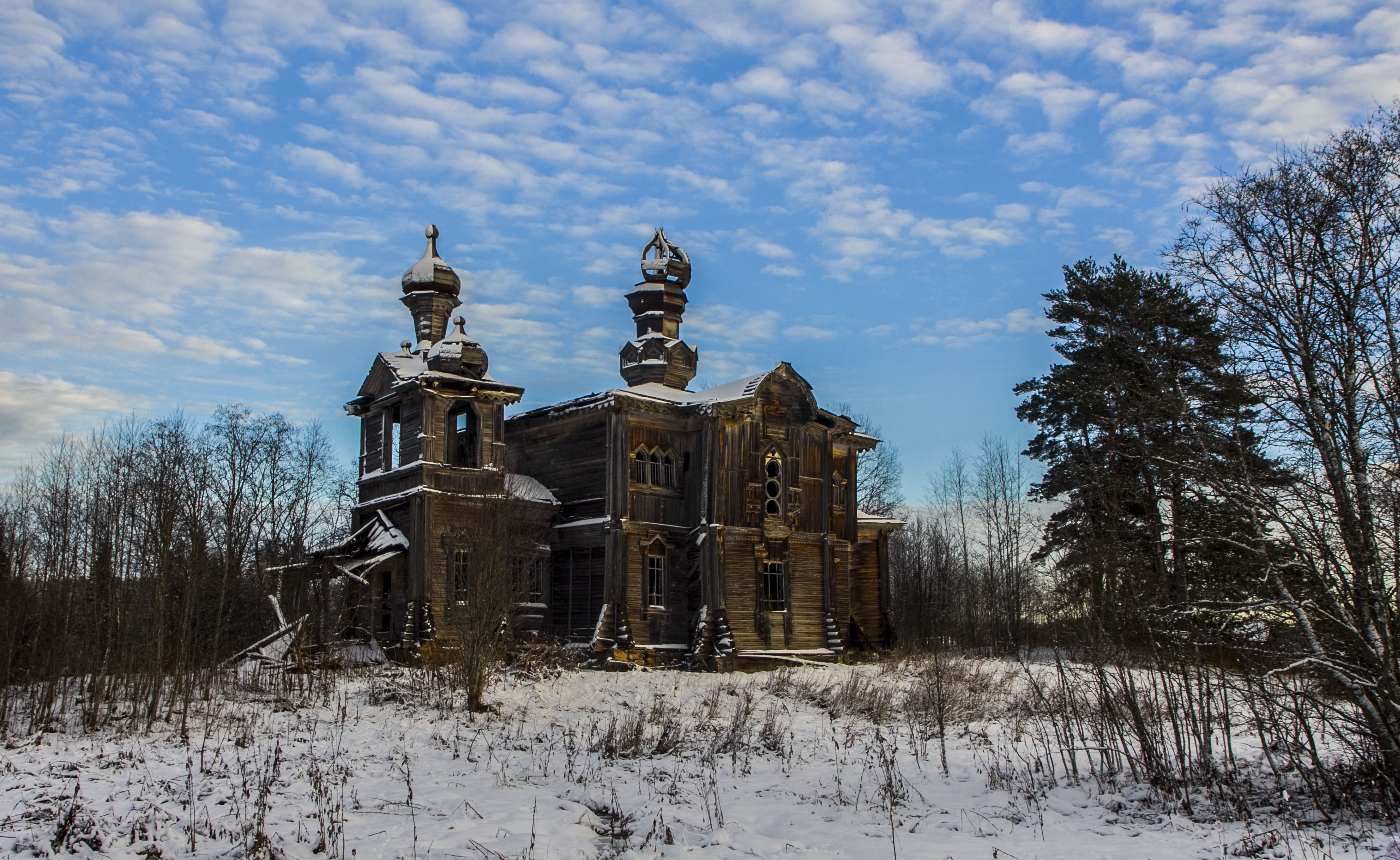
Церковь Порока Елисея до реставрации. 2012 год
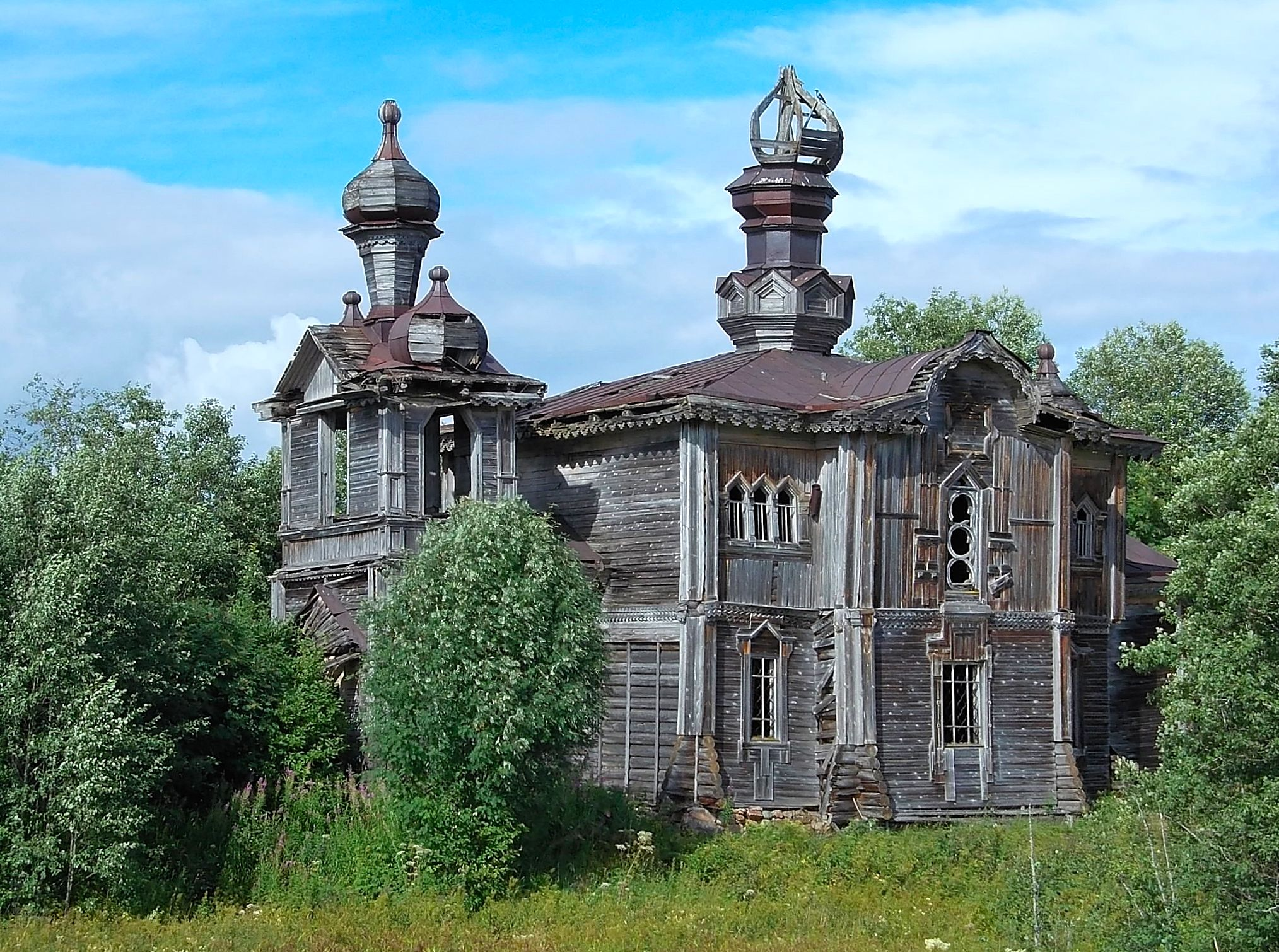
Церковь Порока Елисея до реставрации. 2013 год

## Галерея

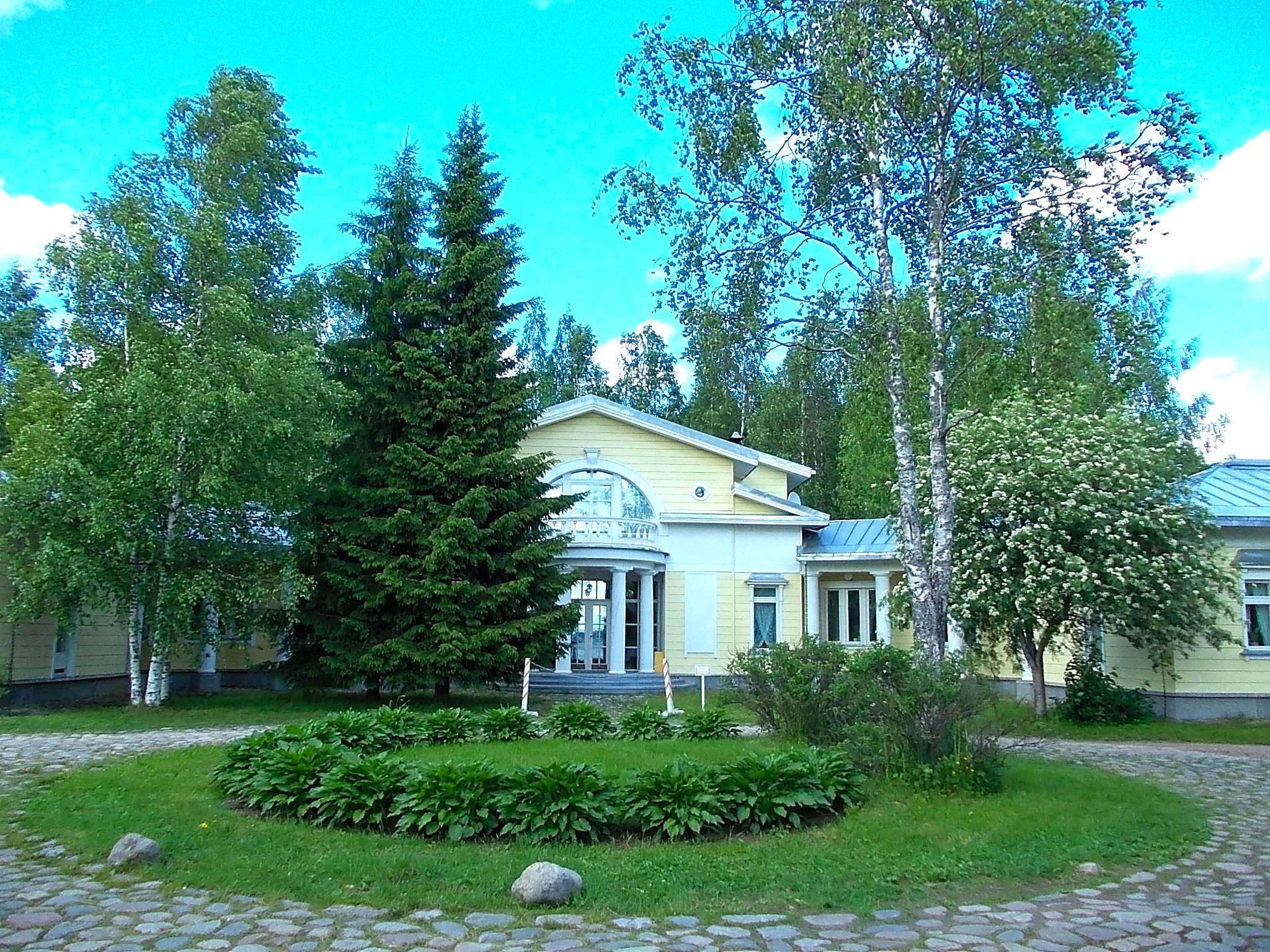
Усадьба
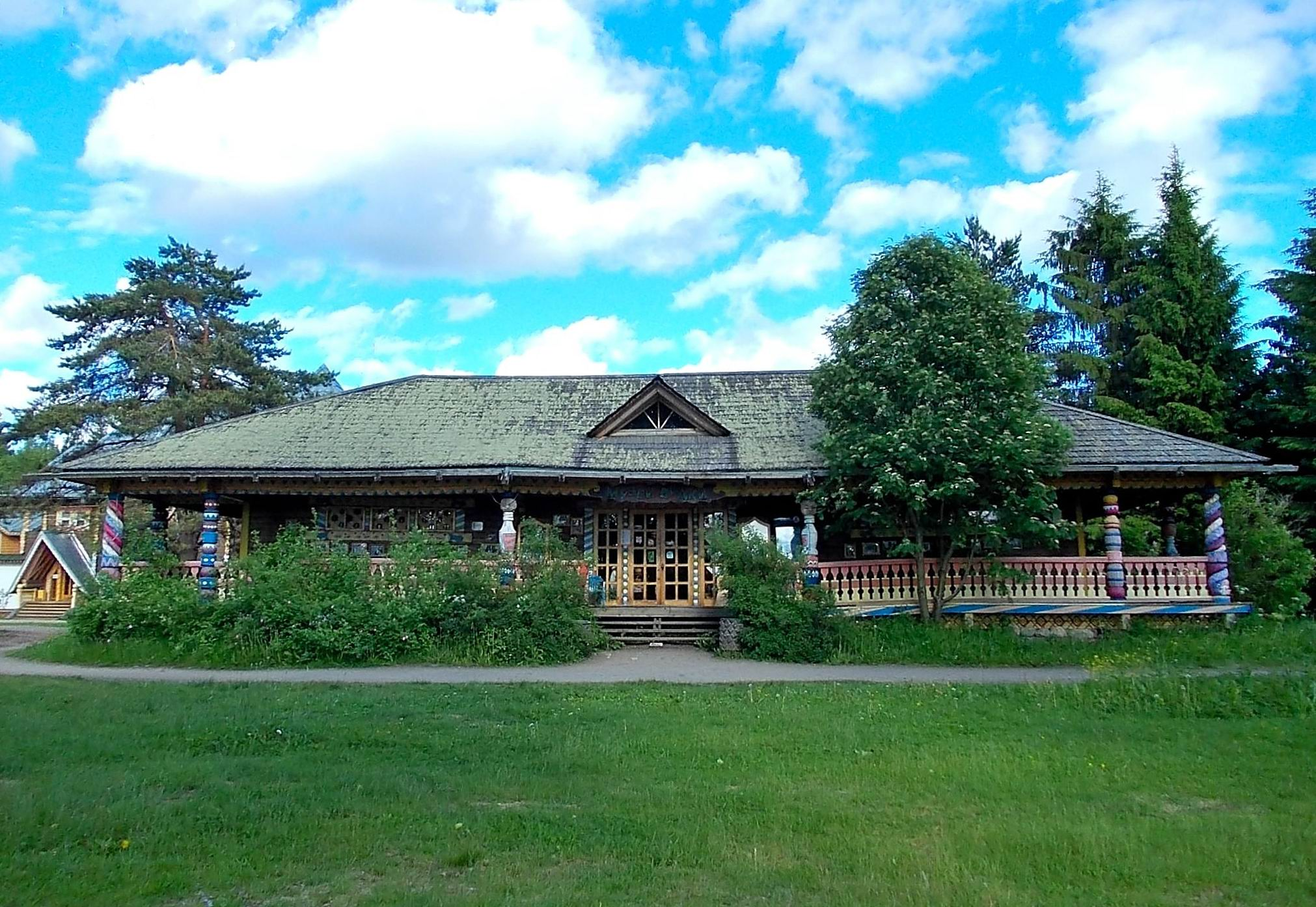
Музей водки
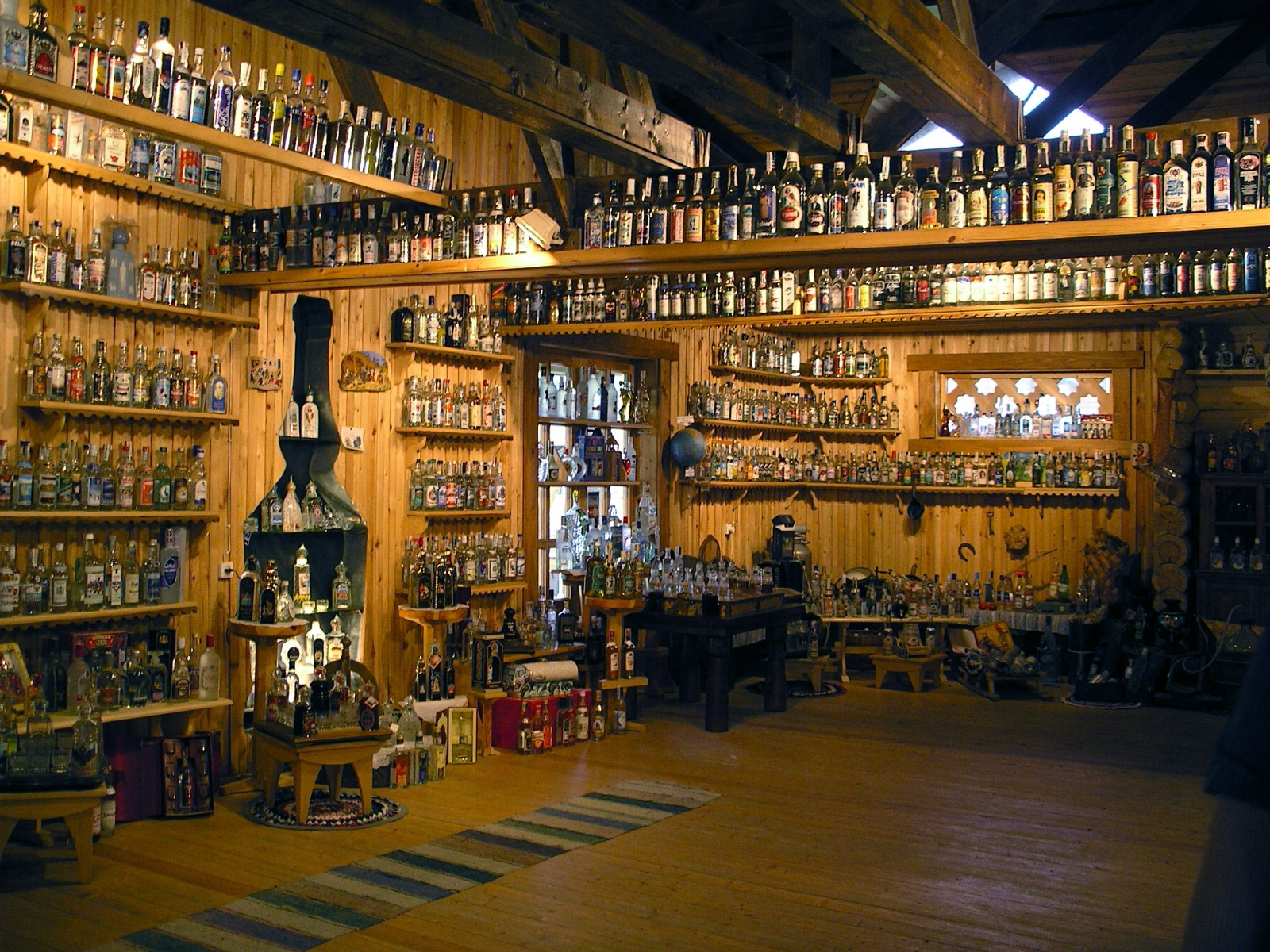
Музей водки, интерьер
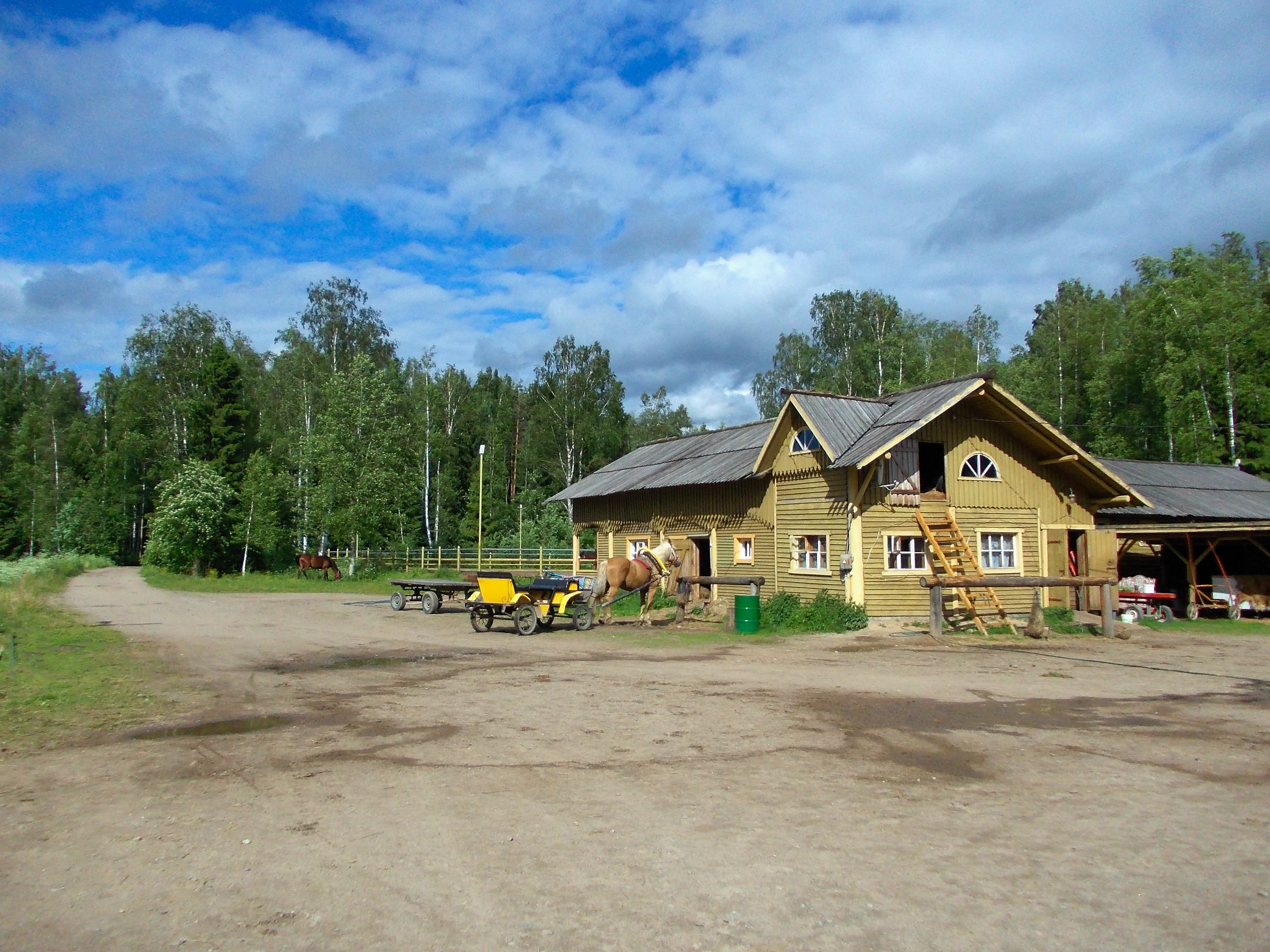
Конюшня
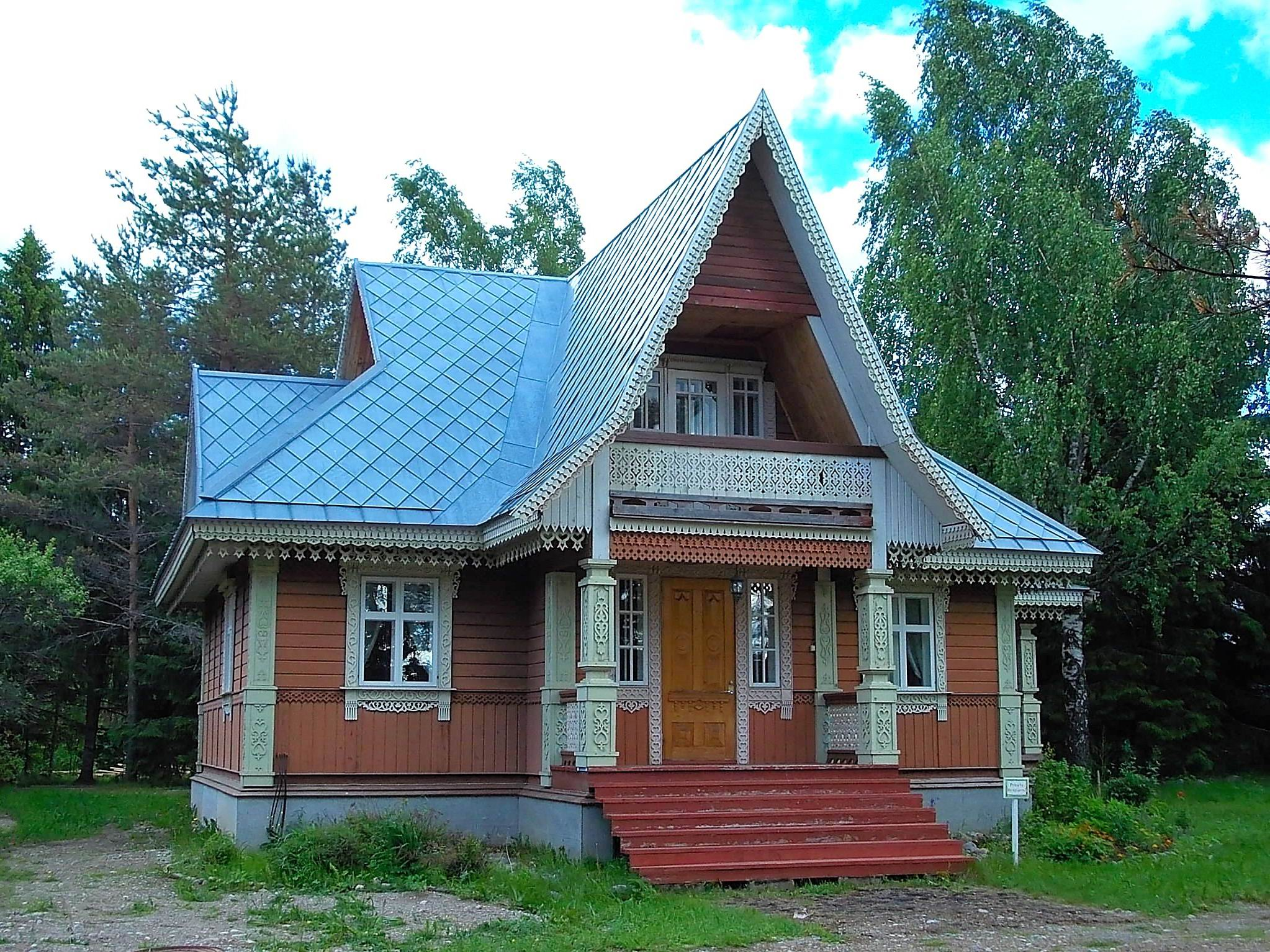
Гостевой дом
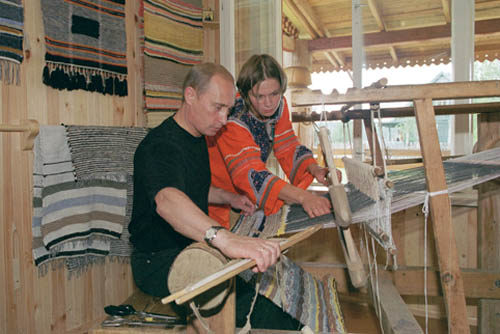
Ткацкая мастерская в ремесленной слободе
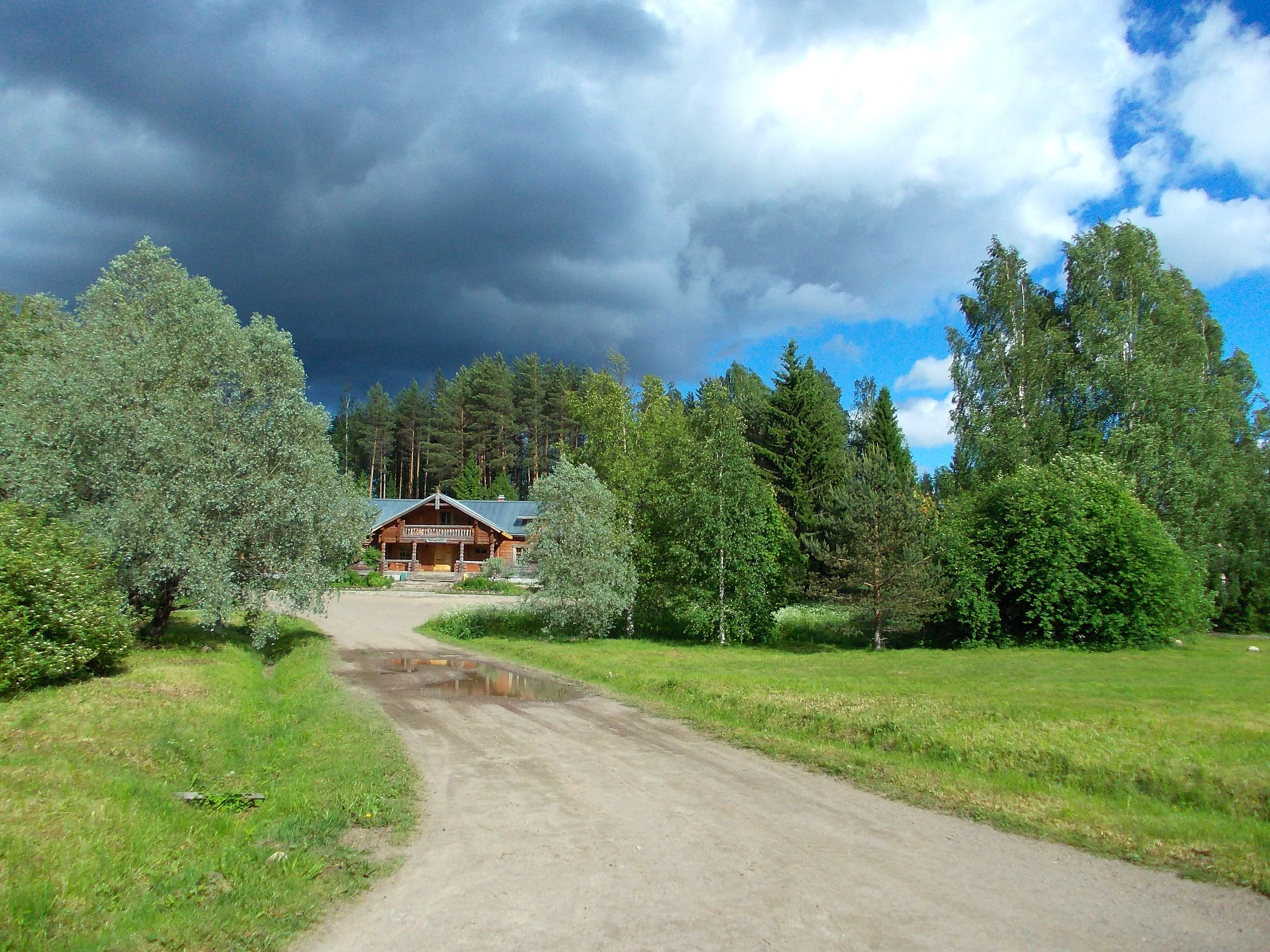
Дорожка к трактиру
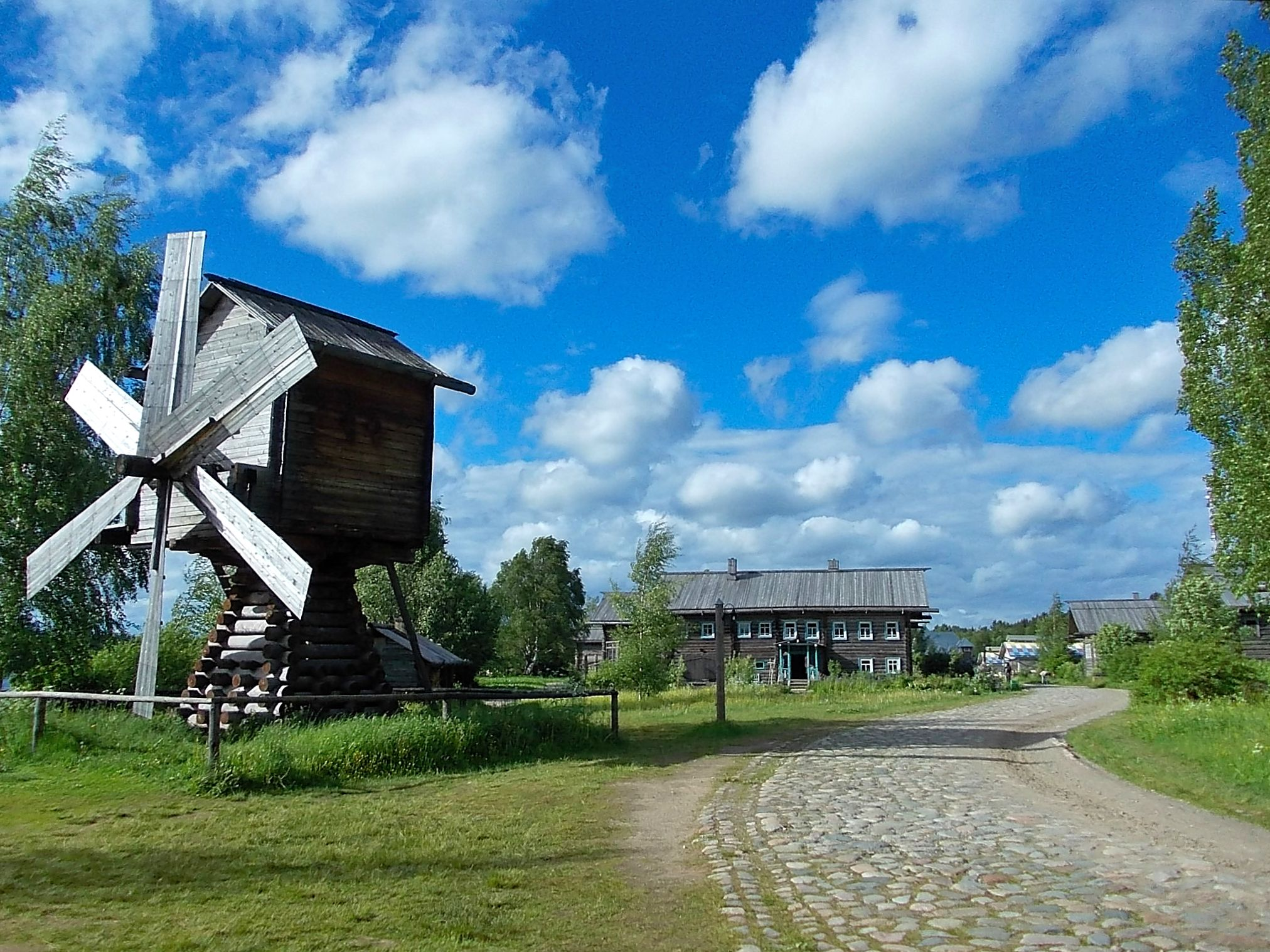
Старая деревня
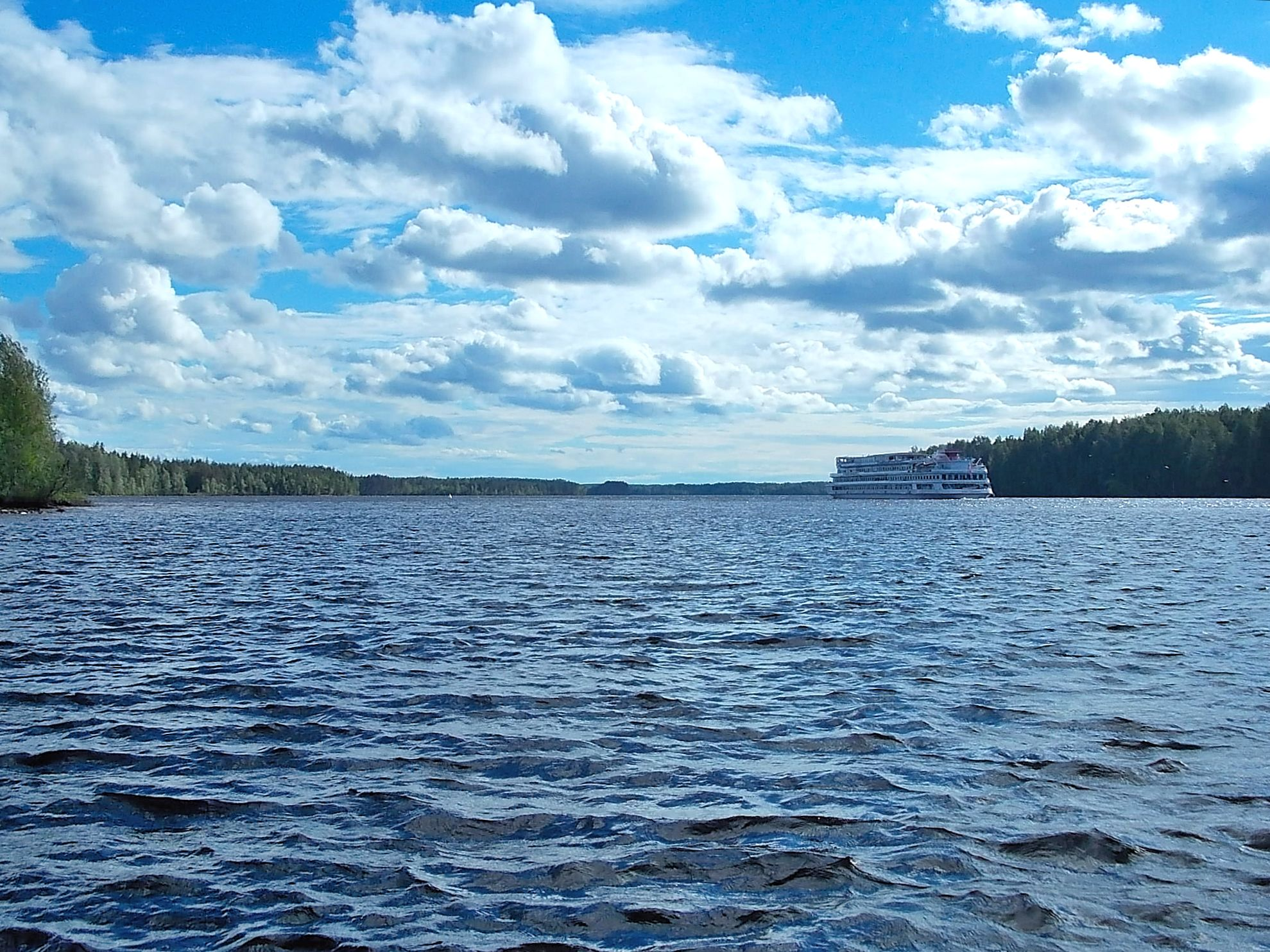
Вид на реку Свирь с причала усадьбы